# إيسكيتيم
إيسكيتيم (بالروسية: Искитим) هي إحدى مدن روسيا في الكيان الفدرالي الروسي نوفوسيبيرسك أوبلاست.

## أعلام
- غريغوري كريفوشييف